# Madagaskar vid världsmästerskapen i friidrott 2022
Madagaskar tävlade vid världsmästerskapen i friidrott 2022 i Eugene i USA mellan den 15 och 24 juli 2022. Madagaskar hade en trupp på en idrottare.

## Resultat

### Damer
Gång- och löpgrenar
| Idrottare            | Gren           | Försöksheat | Försöksheat | Semifinal        | Semifinal        | Final            | Final            |
| Idrottare            | Gren           | Resultat    | Placering   | Resultat         | Placering        | Resultat         | Placering        |
| -------------------- | -------------- | ----------- | ----------- | ---------------- | ---------------- | ---------------- | ---------------- |
| Sidonie Fiadanantsoa | 100 meter häck | 13,57       | 35          | Gick inte vidare | Gick inte vidare | Gick inte vidare | Gick inte vidare |